# Världsmästerskapen i kortbanesimning 2021
Världsmästerskapen i kortbanesimning 2021 var de 15:e mästerskapen och avgjordes mellan den 16 och 21 december 2021 i Abu Dhabi, Förenade Arabemiraten. Mästerskapet blev framflyttat ett år på grund av covid-19-pandemin.

## Medaljörer

### Herrar
| Gren            | Guld | Guld          | Silver | Silver           | Brons | Brons           |
| 50 m frisim     | Benjamin Proud Storbritannien | 20,45         | Ryan Held USA | 20,70            | Joshua Liendo Kanada | 20,76           |
| 100 m frisim    | Alessandro Miressi Italien | 45,57         | Ryan Held USA | 45,63            | Joshua Liendo Kanada | 45,82           |
| 200 m frisim    | Hwang Sun-woo Sydkorea | 1.41,60       | Aleksandr Shchegolev Ryska simförbundet | 1.41,63          | Danas Rapšys Litauen | 1.41,73         |
| 400 m frisim    | Felix Auböck Österrike | 3.35,90       | Danas Rapšys Litauen | 3.36,23          | Antonio Djakovic Schweiz | 3.36,83         |
| 1500 m frisim   | Florian Wellbrock Tyskland | 14.06,88 0VR0 | Ahmed Hafnaoui Tunisien | 14.10,94 0AR0    | Mychajlo Romantjuk Ukraina | 14.11,47        |
|                 | |               | |                  | |                 |
| 50 m ryggsim    | Kliment Kolesnikov Ryska simförbundet | 22,66         | Christian Diener TysklandLorenzo Mora Italien | 22,90            | Ingen tilldelad | Ingen tilldelad |
| 100 m ryggsim   | Shaine Casas USA | 49,23         | Kliment Kolesnikov Ryska simförbundet | 49,46            | Robert Glință Rumänien | 49,60           |
| 200 m ryggsim   | Radosław Kawęcki Polen | 1.48,68       | Shaine Casas USA | 1.48,81          | Christian Diener Tyskland | 1.48,97         |
|                 | |               | |                  | |                 |
| 50 m bröstsim   | Nic Fink USA | 25,53 0AR0    | Nicolò Martinenghi Italien | 25,55            | João Gomes Júnior Brasilien | 25,80           |
| 100 m bröstsim  | Ilya Shymanovich Belarus | 55,70 0MR0    | Nicolò Martinenghi Italien | 55,80            | Nic Fink USA | 55,87           |
| 200 m bröstsim  | Nic Fink USA | 2.02,28       | Arno Kamminga Nederländerna | 2.02,42          | Will Licon USA | 2.02,84         |
|                 | |               | |                  | |                 |
| 50 m fjärilsim  | Nicholas Santos Brasilien | 21,93         | Dylan Carter Trinidad och Tobago | 21,98            | Matteo Rivolta Italien | 22,02           |
| 100 m fjärilsim | Matteo Rivolta Italien | 48,87         | Chad le Clos Sydafrika | 49,04            | Andrej Minakov Ryska simförbundet | 49,21           |
| 200 m fjärilsim | Alberto Razzetti Italien | 1.49,06       | Noè Ponti Schweiz | 1.49,81          | Chad le Clos Sydafrika | 1.49,84         |
|                 | |               | |                  | |                 |
| 100 m medley    | Kliment Kolesnikov Ryska simförbundet | 51,09         | Tomoe Hvas Norge | 51,35            | Thomas Ceccon Italien | 51,40           |
| 200 m medley    | Daiya Seto Japan | 1.51,15       | Carson Foster USA | 1.51,35          | Alberto Razzetti Italien | 1.51,54         |
| 400 m medley    | Daiya Seto Japan | 3.56,26       | Ilya Borodin Ryska simförbundet | 3.56,47 0AR0VRJ0 | Carson Foster USA | 3:57.99         |
|                 | |               | |                  | |                 |
| 4×50 m frisim   | Italien Leonardo Deplano (21,37) Lorenzo Zazzeri (20,42) Manuel Frigo (21,21) Alessandro Miressi (20,61) | 1.23,61       | Ryska simförbundet Andrej Minakov (21,14) Vladimir Morozov (20,61) Vladislav Grinev (20,72) Aleksandr Shchegolev (21,28) Daniil Markov[a]                               | 1.23,75          | Nederländerna Jesse Puts (21,30) Stan Pijnenburg (20,91) Kenzo Simons (21,16) Thom de Boer (20,41) Thomas Verhoeven[a]                                                                                      | 1.23,78         |
| 4×100 m frisim  | Ryska simförbundet Kliment Kolesnikov (46,44) Andrej Minakov (45,61) Vladislav Grinev (45,87) Aleksandr Shchegolev (45,53) Vladimir Morozov[a] Daniil Markov[a] | 3.03,45       | Italien Alessandro Miressi (46,12) Thomas Ceccon (45,71) Leonardo Deplano (45,98) Lorenzo Zazzeri (45,80) Manuel Frigo[a]                                               | 3.03,61          | USA Ryan Held (45,75) Hunter Tapp (46,78) Shaine Casas (46,50) Zach Apple (46,39) Tom Shields[a] | 3.05,42         |
| 4×200 m frisim  | USA Kieran Smith (1.41,79) Trenton Julian (1.41,35) Carson Foster (1.41,65) Ryan Held (1.42,21) Hunter Tapp[a] Zach Harting[a] | 6.47,00       | Ryska simförbundet Vladislav Grinev (1.43,18) Aleksandr Shchegolev (1.40,86) Mikhail Vekovishchev (1.42,16) Ivan Girev (1.42,92) Nikolay Snegirev[a] Daniil Shatalov[a] | 6.49,12          | Brasilien Fernando Scheffer (1.42,51) Murilo Sartori (1.42,07) Kaique Alves (1.43,15) Breno Correia (1.41,87) Leonardo Coelho Santos[a]                                                                     | 6.49,60         |
| 4×50 m medley   | Ryska simförbundet Kliment Kolesnikov (22,76) Kirill Strelnikov (25,62) Andrej Minakov (21,76) Vladimir Morozov (20,37) Pavel Samusenko[a] Andrei Nikolaev[a] Oleg Kostin[a] Aleksandr Shchegolev[a] USA Shaine Casas (23,11) Nic Fink (25,13) Tom Shields (21,75) Ryan Held (20,52) Will Licon[a] Trenton Julian[a] Zach Apple[a] | 1.30,51 =0MR0 | Ingen tilldelad | Ingen tilldelad  | Italien Lorenzo Mora (23,24) Nicolò Martinenghi (25,30) Matteo Rivolta (21,95) Lorenzo Zazzeri (20,29) Michele Lamberti[a] Thomas Ceccon[a]                                                                 | 1.30,78         |
| 4×100 m medley  | Italien Lorenzo Mora (50,34) Nicolò Martinenghi (55,94) Matteo Rivolta (48,43) Alessandro Miressi (45,05) Thomas Ceccon[a] Alberto Razzetti[a] Lorenzo Zazzeri[a] | 3.19,76 0MR0  | USA Shaine Casas (50,44) Nic Fink (55,27) Trenton Julian (49,36) Ryan Held (45,43) Hunter Tapp[a] Will Licon[a] Zach Apple[a]                                           | 3.20,50          | Ryska simförbundet Kliment Kolesnikov (49,47) Danil Semianinov (57,06) Andrej Minakov (48,81) Aleksandr Shchegolev (45,31) Pavel Samusenko[a] Alexander Zhigalov[a] Roman Shevliakov[a] Vladislav Grinev[a] | 3.20,65         |

a  Simmade endast försöken men mottog medalj.

### Damer
| Gren            | Guld | Guld          | Silver | Silver          | Brons | Brons        |
| 50 m frisim     | Sarah Sjöström Sverige | 23,08 0MR0    | Ranomi Kromowidjojo Nederländerna | 23,31           | Katarzyna Wasick Polen | 23,40        |
| 100 m frisim    | Siobhan Haughey Hongkong | 50,98 0MR0    | Sarah Sjöström Sverige | 51,31           | Abbey Weitzeil USA | 51,64        |
| 200 m frisim    | Siobhan Haughey Hongkong | 1.50,31 0VR0  | Rebecca Smith Kanada | 1.52,24         | Paige Madden USA | 1.53,01      |
| 400 m frisim    | Li Bingjie Kina | 3.55,83       | Summer McIntosh Kanada | 3.57,87         | Siobhan Haughey Hongkong | 3.58,12      |
| 800 m frisim    | Li Bingjie Kina | 8.02,90 0MR0  | Anastasiya Kirpichnikova Ryska simförbundet | 8.06,44         | Simona Quadarella Italien | 8.07,99      |
|                 | |               | |                 | |              |
| 50 m ryggsim    | Margaret MacNeil Kanada | 25,27 0VR0    | Kylie Masse Kanada | 25,62           | Louise Hansson Sverige | 25,86        |
| 100 m ryggsim   | Louise Hansson Sverige | 55,20         | Kylie Masse Kanada | 55,22           | Katharine Berkoff USA | 55,40        |
| 200 m ryggsim   | Rhyan White USA | 2.01,58       | Kylie Masse Kanada | 2.02,07         | Isabelle Stadden USA | 2.02,20      |
|                 | |               | |                 | |              |
| 50 m bröstsim   | Anastasia Gorbenko Israel | 29,34         | Benedetta Pilato Italien | 29,50           | Sophie Hansson Sverige | 29,55        |
| 100 m bröstsim  | Tang Qianting Kina | 1.03,4 0AR0   | Sophie Hansson Sverige | 1.03,50         | Mona McSharry Irland | 1.03,92      |
| 200 m bröstsim  | Emily Escobedo USA | 2.17,85       | Evgeniia Chikunova Ryska simförbundet | 2.17,88         | Molly Renshaw Storbritannien | 2.17,96      |
|                 | |               | |                 | |              |
| 50 m fjärilsim  | Ranomi Kromowidjojo Nederländerna | 24,44 0MR0    | Sarah Sjöström Sverige | 24,51           | Claire Curzan USA | 24,55 0VRJ0  |
| 100 m fjärilsim | Margaret MacNeil Kanada | 55,04         | Louise Hansson Sverige | 55,10           | Claire Curzan USA | 55,39 0VRJ0  |
| 200 m fjärilsim | Zhang Yufei Kina | 2.03,01       | Charlotte Hook USA | 2.04,35         | Lana Pudar Bosnien och Hercegovina | 2.04,88      |
|                 | |               | |                 | |              |
| 100 m medley    | Anastasia Gorbenko Israel | 57,80         | Béryl Gastaldello Frankrike | 57,96           | Maria Kameneva Ryska simförbundet | 58,15        |
| 200 m medley    | Sydney Pickrem Kanada | 2.04,29       | Yu Yiting Kina | 2.04,48 =0VRJ0  | Kate Douglass USA | 2.04,68      |
| 400 m medley    | Tessa Cieplucha Kanada | 4.25,55       | Ellen Walshe Irland | 4.26,52         | Melanie Margalis USA | 4.26,63      |
|                 | |               | |                 | |              |
| 4×50 m frisim   | USA Abbey Weitzeil (23,59) Claire Curzan (23,40) Katharine Berkoff (23,81) Kate Douglass (23,42) Torri Huske[b] | 1.34,22       | Sverige Sarah Sjöström (23,33) Michelle Coleman (23,38) Sara Junevik (24,02) Louise Hansson (23,81) Hanna Rosvall[b]                              | 1.34,54         | Nederländerna Kim Busch (24,29) Maaike de Waard (23,71) Kira Toussaint (24,01) Ranomi Kromowidjojo (22,88) Marrit Steenbergen[b] Tessa Giele[b] | 1.34,89      |
| 4×100 m frisim  | USA Kate Douglass (52,39) Claire Curzan (52,25) Katharine Berkoff (52,38) Abbey Weitzeil (51,50) Torri Huske[b] Kanada Kayla Sanchez (51,73) Margaret MacNeil (52,07) Rebecca Smith (52,11) Katerine Savard (52,61) Bailey Andison[b] | 3.28,52       | Ingen tilldelad | Ingen tilldelad | Sverige Sarah Sjöström (51,45) Michelle Coleman (52,06) Sophie Hansson (53,41) Louise Hansson (51,88) Sara Junevik[b]                           | 3.28,80      |
| 4×200 m frisim  | Kanada Summer McIntosh (1.54,30) Kayla Sanchez (1.52,97) Katerine Savard (1.54,01) Rebecca Smith (1.51,68) Tessa Cieplucha[b] Sydney Pickrem[b]                                                                                       | 7.32,96 0AR0  | USA Torri Huske (1.54,72) Abbey Weitzeil (1.54,31) Melanie Margalis (1.54,83) Paige Madden (1.52,67) Katharine Berkoff[b] Emma Weyant[b]          | 7.36,53         | Kina Li Bingjie (1.53,42) Cheng Yujie (1.54,91) Zhu Menghui (1.55,73) Liu Yaxin (1.55,86)                                                       | 7.39,92      |
| 4×50 m medley   | Sverige Louise Hansson (25,91) Sophie Hansson (29,07) Sarah Sjöström (23,96) Michelle Coleman (23,44) Hanna Rosvall[b] Emelie Fast[b]                                                                                                 | 1.42,38 =0VR0 | USA Rhyan White (26,33) Lydia Jacoby (29,62) Claire Curzan (24,56) Abbey Weitzeil (23,10) Katharine Berkoff[b] Emily Escobedo[b] Kate Douglass[b] | 1.43,61         | Nederländerna Kira Toussaint (26,08) Kim Busch (30,59) Maaike de Waard (24,51) Ranomi Kromowidjojo (22,85) Tessa Giele[b]                       | 1.44,03      |
| 4×100 m medley  | Sverige Louise Hansson (56,25) Sophie Hansson (1.03,70) Sarah Sjöström (54,65) Michelle Coleman (51,60) Hanna Rosvall[b] Emelie Fast[b]                                                                                               | 3.46,20 0AR0  | Kanada Kylie Masse (55,76) Sydney Pickrem (1.04,97) Margaret MacNeil (55,30) Kayla Sanchez (51,33) Katerine Savard[b] Summer McIntosh[b]          | 3.47,36         | Kina Peng Xuwei (57,12) Tang Qianting (1.03,25) Zhang Yufei (54,93) Cheng Yujie (52,11) Wan Letian[b] Yu Yiting[b] Zhu Jiaming[b]               | 3.47,41 0AR0 |

b  Simmade endast försöken men mottog medalj.

### Mixed
| Gren          | Guld | Guld         | Silver | Silver  | Brons | Brons   |
| 4×50 m frisim | Kanada Joshua Liendo (20,94) Yuri Kisil (20,99) Kayla Sanchez (23,51) Maggie Mac Neil (23,11) Rebecca Smith[c] Katerine Savard[c]                         | 1.28,55      | Nederländerna Jesse Puts (21,33) Thom de Boer (20,35) Ranomi Kromowidjojo (22,97) Kira Toussaint (23,96) Kenzo Simons[c]     | 1.28,61 | Ryska simförbundet Vladimir Morozov (21,17) Andrej Minakov (20,95) Maria Kameneva (23,17) Arina Surkova (23,68) Daniil Markov[c] Rozalija Nasretdinova[c]           | 1.28,97 |
| 4×50 m medley | Nederländerna Kira Toussaint (26,21) Arno Kamminga (25,40) Ranomi Kromowidjojo (24,36) Thom de Boer (20,23) Tessa Giele[c] Nyls Korstanje[c] Kim Busch[c] | 1.36,20 0MR0 | USA Shaine Casas (23,16) Nic Fink (25,82) Claire Curzan (24,85) Abbey Weitzeil (23,21) Kate Douglass[c] Katharine Berkoff[c] | 1.37,04 | Italien Lorenzo Mora (23,28) Nicolò Martinenghi (25,60) Elena Di Liddo (24,91) Silvia Di Pietro (23,50) Michele Lamberti[c] Benedetta Pilato[c] Leonardo Deplano[c] | 1.37,29 |

c  Simmade endast försöken men mottog medalj.

## Medaljtabell
*   Värdland ( Förenade arabemiraten)
| Nr                   | Nation                  | Guld | Silver | Brons | Totalt |
| -------------------- | ----------------------- | ---- | ------ | ----- | ------ |
| 1                    | USA                     | 9    | 9      | 12    | 30     |
| 2                    | Kanada                  | 7    | 6      | 2     | 15     |
| 3                    | Italien                 | 5    | 5      | 6     | 16     |
| 4                    | Ryska simförbundet      | 4    | 7      | 4     | 15     |
| 5                    | Sverige                 | 4    | 5      | 3     | 12     |
| 6                    | Kina                    | 4    | 1      | 2     | 7      |
| 7                    | Nederländerna           | 2    | 3      | 3     | 8      |
| 8                    | Hongkong                | 2    | 0      | 1     | 3      |
| 9                    | Israel                  | 2    | 0      | 0     | 2      |
| 9                    | Japan                   | 2    | 0      | 0     | 2      |
| 11                   | Tyskland                | 1    | 1      | 1     | 3      |
| 12                   | Brasilien               | 1    | 0      | 2     | 3      |
| 13                   | Polen                   | 1    | 0      | 1     | 2      |
| 13                   | Storbritannien          | 1    | 0      | 1     | 2      |
| 15                   | Belarus                 | 1    | 0      | 0     | 1      |
| 15                   | Sydkorea                | 1    | 0      | 0     | 1      |
| 15                   | Österrike               | 1    | 0      | 0     | 1      |
| 18                   | Irland                  | 0    | 1      | 1     | 2      |
| 18                   | Litauen                 | 0    | 1      | 1     | 2      |
| 18                   | Schweiz                 | 0    | 1      | 1     | 2      |
| 18                   | Sydafrika               | 0    | 1      | 1     | 2      |
| 22                   | Frankrike               | 0    | 1      | 0     | 1      |
| 22                   | Norge                   | 0    | 1      | 0     | 1      |
| 22                   | Trinidad och Tobago     | 0    | 1      | 0     | 1      |
| 22                   | Tunisien                | 0    | 1      | 0     | 1      |
| 26                   | Bosnien och Hercegovina | 0    | 0      | 1     | 1      |
| 26                   | Rumänien                | 0    | 0      | 1     | 1      |
| 26                   | Ukraina                 | 0    | 0      | 1     | 1      |
| Totalt (28 nationer) | Totalt (28 nationer)    | 48   | 45     | 45    | 138    |